# Ng Tat Wai
Ng Tat Wai (* 5. September 1947 in Penang) ist ein ehemaliger Badmintonspieler aus Malaysia.

## Karriere
Ng Tat Wai repräsentierte Malaysia unter anderem im Thomas Cup 1970, bei den Commonwealth Games, der Asien- und Südostasienmeisterschaft. 1972 gewann der die malaysische Meisterschaft im Herrendoppel. Er war ein Doppelspezialist. Nach seiner aktiven Karriere begann er eine Trainerlaufbahn.

## Sportliche Erfolge
| Jahr      | Veranstaltung                         | Ort                   | Resultat                  |
| --------- | ------------------------------------- | --------------------- | ------------------------- |
| 1970      | Gandhi Memorial Invitation            | Indien                | Finalist                  |
| 1970      | Commonwealth Games                    | Edinburgh, Schottland | Silbermedaille im Doppel  |
| 1970      | Thomas Cup                            | Kuala Lumpur          | Finalist mit Team         |
| 1971      | Malaysische Meisterschaft             | Malaysia              | Sieger im Doppel          |
| 1972      | Thomas Cup Vorrunde                   | Japan                 | Sieger im Team            |
| 1972      | Belgian International                 | Brüssel               | Finalist im Doppel        |
| 1972      | German Open                           | Oberhausen            | Viertelfinalist im Doppel |
| 1972      | Denmark Open                          | Dänemark              | Halbfinalist im Doppel    |
| 1972      | All England                           | London                | Viertelfinalist im Doppel |
| 1972      | Malaysische Meisterschaft             | Malaysia              | Finalist im Doppel        |
| 1972      | Südostasienspiele                     | Malaysia              | Goldmedaille im Team      |
| 1972      | Asienspiele                           | Thailand              | Silbermedaille im Team    |
| 1972      | World Invitation Tournament           | Jakarta, Indonesien   | 3. Platz im Doppel        |
| 1975/1976 | Middlesex Championships               | London                | Sieger im Doppel          |
| 1975/1976 | Oxford Championships                  | Oxfordshire, U.K.     | Sieger im Doppel          |
| 1975/1976 | West of England Championships         | England               | Sieger im Doppel          |
| 1975/1976 | Hampshire Championships               | Hampshire, U.K.       | Sieger im Doppel          |
| 1975/1976 | Surrey Championships                  | England               | Sieger im Doppel          |
| 1975/1976 | Berkshire Championships               | England               | Sieger im Doppel          |
| 1975      | Gallerher Championships               | Irland                | Sieger im Doppel          |
| 1975/1976 | Portsmouth and District Championships | England               | Sieger im Doppel          |